# Yaël et Siséra
Yaël et Siséra est un tableau réalisé en 1620 par la peintre italienne Artemisia Gentileschi. De format horizontal, cette huile sur toile est une peinture religieuse qui illustre un épisode du Livre des Juges, dans l'Ancien Testament. Elle représente Yaël sur le point de donner la mort à Siséra, qui dort sur le sol s'en sans douter. Vêtue d'une robe jaune, la jeune femme se tient à genoux près de sa victime, dans le crâne de laquelle elle s'apprête à enfoncer un piquet de tente, par un ample coup de marteau. Passée dans les collections des Habsbourg, l'œuvre est conservée au musée des Beaux-Arts de Budapest, à Budapest, en Hongrie.